# Jezuitski kolegij v Trstu
Jezuitski kolegij v Trstu je bil ustanovljen leta 1619.

## Rektorji
- seznam rektorjev Jezuitskega kolegija v Trstu